# Еддісон (Нью-Йорк)
Еддісон (англ. Addison) — місто (англ. town) в США, в окрузі Стубен штату Нью-Йорк. Населення — 2397 осіб (2020).

## Демографія
Згідно з переписом 2010 року, у місті мешкало 2595 осіб у 1000 домогосподарствах у складі 683 родин. Було 1159 помешкань
Расовий склад населення:
| - 96,5 % — білих - 0,7 % — азіатів - 0,4 % — чорних або афроамериканців - 0,2 % — корінних американців |

До двох чи більше рас належало 1,8 %. Частка іспаномовних становила 1,5 % від усіх жителів.
За віковим діапазоном населення розподілялося таким чином: 27,1 % — особи молодші 18 років, 60,2 % — особи у віці 18—64 років, 12,7 % — особи у віці 65 років та старші. Медіана віку мешканця становила 37,2 року. На 100 осіб жіночої статі у місті припадало 93,7 чоловіків;  на 100 жінок у віці від 18 років та старших — 94,4 чоловіків також старших 18 років.
Середній дохід на одне домашнє господарство  становив 62 040 доларів США (медіана — 52 685), а середній дохід на одну сім'ю — 69 987 доларів (медіана — 61 324). Медіана доходів становила 42 563 долари для чоловіків та 39 097 доларів для жінок. За межею бідності перебувало 14,9 % осіб, у тому числі 18,5 % дітей у віці до 18 років та 6,7 % осіб у віці 65 років та старших.
Цивільне працевлаштоване населення становило 1121 особа. Основні галузі зайнятості: освіта, охорона здоров'я та соціальна допомога — 23,6 %, виробництво — 18,5 %, роздрібна торгівля — 15,3 %.